# Kälbereck
Das Kälbereck ist ein Absatz im Nordwestgrat des Schafreuters. Dieser Grat ist beginnend bei der Moosenalm im unteren Bereich weitgehend latschenbewachsen und fällt steil in die Kuhreiße ab. Der Steig von der Moosenalm zum Gipfel des Schafreuters führt stellenweise direkt an der Felskante zum Kar entlang, so auch direkt am Kälbereck.